# Max Kanter
Max Kanter (* 22. října 1997) je německý profesionální silniční cyklista jezdící za UCI WorldTeam Astana Qazaqstan Team.

## Hlavní výsledky

### Silniční cyklistika
2014
La Coupe du Président de la Ville de Grudziadz
vítěz etapy 1a (TTT)
2015
Driedaagse van Axel
 celkový vítěz
 vítěz bodovací soutěže
La Coupe du Président de la Ville de Grudziadz
 celkový vítěz
vítěz etapy 1a (TTT)
Grand Prix Rüebliland
vítěz 2. etapy
Niedersachsen-Rundfahrt der Junioren
9. místo celkově
 vítěz bodovací soutěže
vítěz 3. etapy
2016
Carpathian Couriers Race
3. místo celkově
 vítěz soutěže mladých jezdců
East Bohemia Tour
3. místo celkově
 vítěz soutěže mladých jezdců
2017
Národní šampionát
 vítěz silničního závodu do 23 let
Mistrovství světa
7. místo silniční závod do 23 let
7. místo Paříž–Tours Espoirs
2018
Národní šampionát
 vítěz silničního závodu do 23 let
2. místo časovka do 23 let
Olympia's Tour
 vítěz bodovací soutěže
vítěz etap 2 a 4
Tour de l'Avenir
vítěz 1. etapy
2. místo Ronde van Vlaanderen Beloften
3. místo ZLM Tour
3. místo Ronde van Overijssel
Boucles de la Mayenne
4. místo celkově
6. místo Trofej Umag
8. místo Gent–Wevelgem U23
2022
Route d'Occitanie
 vítěz bodovací soutěže
3. místo Primus Classic
3. místo Gooikse Pijl
4. místo Milán–Turín
9. místo BEMER Cyclassics
9. místo Münsterland Giro
10. místo Clásica de Almería
10. místo Omloop van het Houtland
2023
6. místo Trofeo Ses Salines–Alcúdia
9. místo BEMER Cyclassics
2024
6. místo Surf Coast Classic

#### Výsledky na Grand Tours
| Grand Tour      | 2020 | 2021 | 2022 | 2023 | 2024 |
| --------------- | ---- | ---- | ---- | ---- | ---- |
| Giro d'Italia   | —    | 116  | —    | 110  | DNF  |
| Tour de France  | —    | —    | —    | —    | —    |
| Vuelta a España | 112  | —    | —    | —    | —    |

| —   | Nezúčastnil se |
| DNF | Nedokončil     |

### Dráhová cyklistika
2015
Mistrovství světa juniorů
 3. místo omnium